# Квечень, Мариуш
Ма́риуш Кве́чень (пол. Mariusz Kwiecień, родился 4 ноября 1972 года в Кракове, Польша) — оперный певец, баритон, исполняющий ведущие роли в крупнейших оперных театрах Европы и Америки. С исключительным успехом исполнил заглавную роль в «Дон Жуане» Моцарта в Венской государственной опере, Метрополитен-опера, Королевском оперном театре Ковент-Гарден. В Опере Сиэтла за исполнение этой роли в сезоне 2006—2007 года получил специальный приз театра.

## Карьера
Квечень учился в Варшавской академии. Профессиональную карьеру начал в 1993 году в Краковской опере, где исполнил партию Энея в опере Пёрселла «Дидона и Эней». В 1995 году исполнил заглавную роль в «Женитьбе Фигаро» В. А. Моцарта в Муниципальном театре Люксембурга и Большом театре Познани. Его дебют в Варшавской Национальной опере состоялся в 1996 году с партией Станислава в редко исполняемой опере Станислава Монюшко «Честное слово» и партией Папагено в «Волшебной флейте». Вскоре последовали дебюты в крупнейших европейских и американских театрах.
Стажировался по программе Содействия молодым артистам Линдеманна в Метрополитен-опере и дебютировал в этом театре в 1999 году в партии Кулигина в опере Яначека «Катя Кабанова». В период с 2003 года спел в Метрополитен-опера ведущие партии, в том числе Марчелло в «Богеме» Пуччини (2003), Сильвио в «Паяцах» Леонкавалло (2004), графа Альмавиву в «Женитьба Фигаро» (2005), Гульельмо в «Так поступают все» (2005), доктор Малатеста в опере Доницетти «Дон Паскуале» (2006), Энрико в «Лючии ди Ламмермур» (2007). В 2006 году исполнил партию Онегина («Евгений Онегин») в Большом театре.

## Награды
Мариуш Квечень удостоен престижных наград нескольких международных вокальных конкурсов. В 1994 году на Международном конкурсе в Бреслау завоевал I премию. В 1996 году был награждён призами Венской и Гамбургской государственных опер на Международном конкурсе певцов имени Ханса Габора («Бельведер») в Вене. В 1998 году стал обладателем приза за лучшее исполнение произведения Моцарта и приза зрительских симпатий на Международном конкурсе певцов имени Франсиско Виньяса в Барселоне.

## Записи
- А. Цемлинский, "Король Кандоль" нем. Der König Kandaules. Naxos, 1997[6]
- Ночь в опере англ. A Night At The Opera. Популярные оперные арии, дуэты и ансамбли. Naxos, 2004[7]
- И. Брамс. Немецкий реквием нем. Deutsches Requiem. Telarc, 2008
- Ф. Шопен. Песни. Diapason, 2009
- Г. Доницетти, «Лючия ди Ламмермур» (DVD), Метрополитен-опера. Deutsche Grammophon, 2009[8]
- П. И. Чайковский, «Евгений Онегин» (DVD), Большой театр. Bel Air Classique, 2009.[9]
- И. Брамс. Немецкий реквием нем. Deutsches Requiem (DVD). Naxos, 2010[10]
- Г. Доницетти, «Дон Паскуале» (DVD), Метрополитен-опера. Deutsche Grammophon, 2011[11]
- Славянские герои англ. Slavic Heroes. Арии из русских, польских и чешских опер. HMF, 2012.